# Harald Rathmann
Harald Rathmann ist ein deutscher Schauspieler, der 1978 in der DDR durch eine Hauptrolle im Jugendfilm Sieben Sommersprossen an der Seite von Kareen Schröter bekannt wurde.

## Karriere
1978 war Rathmann im Film Sieben Sommersprossen in der Rolle des Robert zu sehen, dem jugendlichen Protagonisten, der eine Freundin aus Kindertagen in einem Ferienlager wiedersieht, sich in sie verliebt und neben ihr die Hauptrolle in Romeo und Julia übernimmt, dem Theaterstück, das für die Abschlussfeier einstudiert wird. Der Film war eine der erfolgreichsten Produktionen der DEFA und zählte allein 1978 nach seiner Premiere im Oktober mehr als 1,2 Millionen Besucher. Es handelte sich dabei um den freizügigsten Film, den die DEFA jemals drehte und erregte die Skepsis der DDR-Oberen. Rathmann hatte sich im Casting unter anderem gegen den damals noch unbekannten Schauspieler Sven Martinek durchgesetzt.

## Filmografie
- 1978: Sieben Sommersprossen
- 2000: Die Nackten und die Roten – FKK in der DDR. Spiegel TV Reportage (Fernsehfilm)
- 2004: Die Geschichte des erotischen Films (Fernsehfilm)